# Raymond Depardon
Raymond Depardon (* 6. července 1942) je francouzský fotograf, fotoreportér a dokumentarista.

## Životopis
Depardon se narodil ve Villefranche-sur-Saône ve Francii.

## Fotograf
Depardon je převážně samouk, ve svých dvanácti letech začal fotografovat na farmě své rodiny. Učil se u fotografa-optika ve Villefranche-sur-Saône, než se v roce 1958 přestěhoval do Paříže. Svou kariéru zahájil na počátku 60. let jako fotoreportér. Cestoval do konfliktních zón včetně Alžírska, Vietnamu, Biafry a Čadu. V roce 1966 Depardon spoluzaložil fotožurnalistickou agenturu Gamma. V roce 1973 se stal ředitelem agentury. Od roku 1975 do roku 1977 cestoval Depardon do Čadu a v roce 1977 získal Pulitzerovu cenu. Následující rok společnost Gamma opustil, aby se stal spolupracovníkem společnosti Magnum Photos, poté v roce 1979 řádným členem. V 90. letech se Depardon vrátil na farmu svých rodičů, aby barevně fotografoval venkovské krajiny, a v roce 1996 vydal černobílý cestopisný deník In Africa.
V květnu 2012 pořídil oficiální portrét francouzského prezidenta Françoise Hollanda.

## Režisér
Depardon je také autorem několika dokumentárních krátkých filmů a hraných filmů. Jeho přístup režiséra ovlivnila cinéma vérité a direct cinema. V roce 1969 natočil svůj první film (o Janu Palachovi ) a od té doby režíroval 16 filmů. V roce 1979 obdržel cenu George Sadoula za film Numéro Zéro. V roce 1984 Depardon natočil svůj první hraný film Empty Quarters. Mezi další pozoruhodné snímky patří 1974, une partie de campagne, natočeném během prezidentské kampaně Valéry Giscard d'Estaing v roce 1974, Reportéři (1981) a New York, NY (1986), oba vítězové Césarovy ceny za nejlepší krátký dokument, La captive du désert (1990), nominovaný na Zlatou palmu na filmovém festivalu v Cannes 1990 a Délits flagrant (1994), který získal ceny za nejlepší hraný dokument na César Awards, Mezinárodním festivalu dokumentárních filmů v Amsterdamu (Joris Ivens ocenění) a festivalu Vancouver International Film Festival.
Na filmovém festivalu v Krakově v roce 2000 získal Depardon cenu Drak draků, za celoživotní dílo.

## Publikace
- Beyrouth, Centre Ville: inédit. Points. ISBN 978-2757819777
- Paysans. Contemporary French Fiction. ISBN 978-2757815649
- San Clemente. Diffusion Weber, 1984. ISBN 978-2867540196
- En Afrique. Seuil, 1996. ISBN 978-2020260947
- Errance. Seuil, 2000. ISBN 978-2020386876
- Le Tour Du Monde En 14 Jours. 7 Escales, 1 Visa. 2008. ISBN 978-2757811382
- La terre des paysans. Seuil, 2008. ISBN 978-2020976312
- Manhattan Out. Steidl Photography International, 2009. ISBN 978-3865217042
- Native Land. Fondation Cartier pour l'art contemporain, Paris. 2009. ISBN 978-0500976883
- La France de Raymond Depardon. Seuil, 2010. ISBN 978-2021009941
- Repérages. Seuil, 2012. ISBN 978-2021090604
- Berlin. Seuil, 2014. ISBN 978-2021140941
- Adieu Saigon. Steidl, 2015. ISBN 978-3869309224
- Glasgow. Seuil, 2016. ISBN 978-2021303629
- La Solitude Heureuse Du Voyageur: Précédé De Notes. Points, 2017. ISBN 978-2757867631
- Bolivia. Thames & Hudson, 2018. ISBN 978-2869251304
- Le Desert Americain. Hazan, 2019. ISBN 978-2754102322
- Manicomio: Secluded Madness
- Paris Journal
- PPP: Photographies De Personnalités Politiques
- Afriques
- villes, cities, städte
- Désert, Un Homme Sans L'occident
- Un moment si doux
- Depardon Voyages
- Détours
- La ferme du Garet
- Return to Vietnam
- Depardon Cinéma
- 100 Photos Pour Defendre La Liberté De La Presse

## Filmografie
- Venezuela (1963)
- Israel (1967)
- Biafra (1968)
- Jan Palach (1969/I)
- Tchad 1: L'embuscade (1970)
- Yemen: Arabie heureuse (1973)
- 1974, une partie de campagne (1974)
- Tchad 2 (1975)
- Tibesti Too (1976)
- Tchad 3 (1976)
- Dix minutes de silence pour John Lennon (1980)
- Numéros zéros (1980)
- Reporters (1981)
- Piparsod (1982/I)
- San Clemente (1982)
- News Items (1983) (francouzsky: Faits divers)
- Les Années déclic (1984)
- Empty Quarter (Une femme en Afrique) (1985)
- New York, N.Y. (film) (1986)
- Urgences (1988)
- Le Petit Navire (1988) – krátký film
- Une histoire très simple (1989)
- Contacts (film) (1990)
- Captive of the Desert (francouzsky: La captive du désert (1990)
- Contre l'oubli (1991) (segment "Pour Alirio de Jesus Pedraza Becerra, Colombie")
- Contacts (film) (1990) – krátký film
- Cartagena (1993) – krátký film
- Face à la mer (1993) – krátký film
- Montage (1994)
- Délits flagrants (1994)
- À propos de Nice, la suite (1995) (segment "Prom, La'")
- Paroles d'appelés (1995) – krátký film
- La Prom' (1995) – krátký film
- Lumière and Company (1995) (francouzsky: Lumière et compagnie)
- Malraux (1996)
- Afriques : comment ça va avec la douleur ? (1996)
- Amour (1997) – krátký film
- Paris (1998 film) (1998)
- Bolivie (1998) – krátký film, spolupráce: Claudine Nougaret
- Un amour qui m'irait bien (1998) – videoclip: Véronique Sanson
- Muriel Leferle (1999)
- Emmaüs Mouvement (1949-1999: Emmaüs a 50 ans) (1999)
- Déserts (2000) – krátký film
- Profils paysans: L'Approche = Profiles farmers: the approach (2001)[6][7]
- Un homme sans l'Occident (2002)
- Chasseurs et Chamans (2003) – krátký film
- Quoi de neuf au Garet? (2004)
- 10e chambre, instants d'audience (2004)
- Profils paysans: Le Quotidien (film) = Profiles farmers: the daily life (2005)[6]
- To Each His Own Cinema (francouzsky: Chacun son cinéma ou Ce petit coup au coeur quand la lumière s'éteint et que le film commence) (2007) – sbírka krátkých filmů, Depardon's contribution being Cinéma d'été (Open-Air Cinema)
- Cinéma d'été (2007) – krátký film
- Profils paysans: La vie moderne (2008 film) = Profiles farmers: modern life (2008) (anglicky: Modern Life)[6][8]
- Donner la parole (2008)
- La France de Raymond Depardon (2010) – krátký film, spolupráce: Claudine Nougaret
- Au bonheur des maths (2011) – krátký film, spolupráce: Nougaret
- Journal de France (2012)[9]
- Les habitants (2016)
- 12 jours (2017)[10]